# Bakafa
Bakafa (auch: Gayi) ist ein Dorf in der Landgemeinde Wacha in Niger.

## Geographie
Das von einem traditionellen Ortsvorsteher (chef traditionnel) geleitete Dorf befindet sich rund 14 Kilometer nordöstlich des Hauptorts Wacha der gleichnamigen Landgemeinde, die zum Departement Magaria in der Region Zinder gehört. Zu weiteren Siedlungen in der Umgebung von Bakafa zählen Karida im Nordosten, Wiwi und Jambirdji im Südosten, Marékou im Süden sowie Bawachi im Westen.
Bakafa ist mit mehreren Nachbarsiedlungen zusammengewachsen: den Dörfern Angoual Ari und Angoual Liman sowie dem Weiler Darai Chaibou.
Es herrscht das Klima der Sahelzone vor, mit einer durchschnittlichen jährlichen Niederschlagsmenge zwischen 300 und 400 mm.

## Bevölkerung
Bei der Volkszählung 2012 hatte Bakafa 228 Einwohner, die in 31 Haushalten lebten. Bei der Volkszählung 2001 betrug die Einwohnerzahl 148 in 28 Haushalten.

## Wirtschaft und Infrastruktur
Der bedeutende Viehmarkt von Bakafa ist auf den Zwischenhandel ausgerichtet. Der Markttag ist Donnerstag. Mit einem Centre de Santé Intégré (CSI) ist ein Gesundheitszentrum im Dorf vorhanden. Es gibt eine Schule. Die 13,88 Kilometer lange Route 756 zwischen Bawachi und Karida führt durch Bakafa. Es handelt sich um eine wenig ausgebaute Landstraße.